# Tomaspis semimaculata
Tomaspis semimaculata är en insektsart som beskrevs av Fowler 1897. Tomaspis semimaculata ingår i släktet Tomaspis och familjen spottstritar. Inga underarter finns listade i Catalogue of Life.